# 罗特河畔鲁斯托夫
罗特河畔鲁斯托夫是德国巴伐利亚州的一个市镇。总面积51.46平方公里，总人口7081人，其中男性3503人，女性3578人（2011年12月31日），人口密度138人/平方公里。